# Reserva índia de San Carlos
La Reserva índia Apatxe San Carlos és una reserva índia del sud-est de l'estat d'Arizona (Estats Units), establerta el 9 de novembre de 1871 per tal de reallotjar diverses tribus apatxe, mohaves i quechans d'Arizona i de Nou Mèxic, encara que posteriorment es van crear reserves específiques per aquestes últimes. Es va crear finalment el 1872 com una reserva per als chiricahua. Va ser esmentat per alguns com a "L'infern dels Quaranta Acres," a causa les depriments condicions de salut i ambientals.

## Població

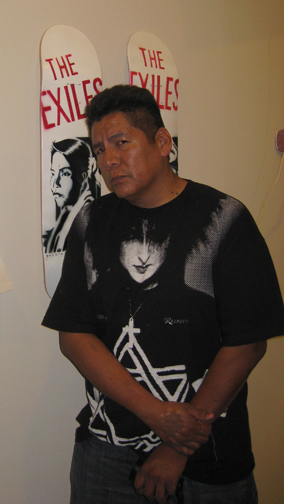
Douglas Miles (artista i advocat San Carlos Apache-Akimel O'odham, fundador d'Apache Skateboard, que organitza esdeveniments de skate i concerts a la reserva apatxe San Carlos)

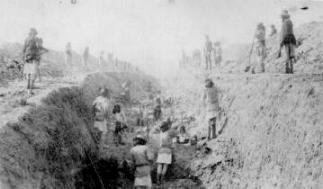
Indígenes de San Carlos treballant l'any 1886.

Segons el cens dels Estats Units del 2000, la reserva té una població de 9.385 persones. Les comunitats més grans es troben a les localitats de San Carlos i Peridot.
La Reserva San Carlos és una de les comunitats ameríndies dels Estats Units més pobres, amb un ingrés familiar mitjà anual d'aproximadament 14.000 $ segons el cens dels Estats Units del 2000. Al voltant del 60% de la població viu sota el llindar de la pobresa, i el 68% de la força laboral activa està en l'atur. http://www.bia.gov/idc/groups/public/documents/text/idc-001719.pdf Arxivat 2012-10-10 a Wayback Machine.

## Territori
Abasta 7.538,7 km², i està situat entre el nord-est del Comtat de Graham, el sud-est del de Gila i l'est del de Pinal. Es tracta de la desena més gran reserva índia en superfície. El paisatge de la zona varia considerablement, incloent desert, praderies alpines, i boscos de Pi Ponderosa. La seva comunitat més gran és San Carlos. La reserva índia de Fort Apache, que té una superfície més petita, però amb una població de més de 12.000, està directament al nord de la reserva de San Carlos.

## Comunitat
- Bylas
- Cutter
- East Globe
- Peridot
- San Carlos

## Creació
El president U.S. Grant establí la reserva apatxe San Carlos el 14 de desembre de 1872. El govern va concedir a diversos grups religiosos la responsabilitat de gestionar les noves reserves, i a l'Església Reformada Holandesa se li va donar càrrec de la reserva apatxe San Carlos. Van buscar un candidat per a engegar la reserva a  Rutgers College i van connectar amb John Clum, que havia assistit a l'església mentre anava a l'escola de Claverack (Nova York). Clum sabia que diversos agents indis buscaven la posició només com un mitjà per omplir les seves pròpies butxaques amb la venda de menjar i roba subministrada pel govern i mantenir els beneficis per a ells mateixos.
Els apatxes, que havien de ser alimentats i allotjats pels seus cuidadors, poques vegades va veure els resultats dels diners federal i com a resultat van patir. L'Exèrcit dels EUA va mostrar animositat cap als indis i desdeny pels agents indis civils. Els soldats i els seus oficials al comandament vegades torturaven brutalment o mataven als indis per a esport. Després d'ocupar el càrrec dues vegades, Clum va cedir i el 16 de febrer de 1874 va acceptar una comissió com a agent indi per la reserva Apatxe San Carlos al territori d'Arizona.
Per als polítics distants a Washington, DC tots els indis eren iguals. No van donar consideració a les diferents tribus, cultures, costums i llengües. També van ignorar les diferències polítiques anteriors i les aliances militars. Van tractar d'aplicar una estratègia de "talla única per a tots" per fer front al "problema indi". Com a resultat amics i enemics per igual es van veure obligats a viure en estreta proximitat entre si.

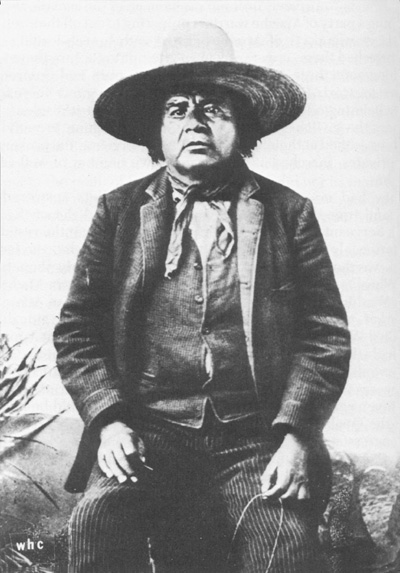
Eskiminzin, cap aravaipa i amic de John Clum

Clum va arribar a la reserva el 4 d'agost de 1874. Durant la seva estada a San Carlos va fer amistat de per vida amb Eskiminzin, cap apatxe aravaipa Apache, i va convèncer a molts colons blancs de la muntanya a moure'a cap al sud fins a San Carlos. Va visitar els camps apatxes sense soldats i defensà ferotgement els apatxes contra la interferència dels militars. D'aquesta manera Clum va guanyar gradualment la confiança dels indis. Ells van respondre lliurant les seves armes, usant un tribunal tribal per tractar les infraccions menors, i s'uniren a la Policia Tribal organitzada sota el comandament de Clum, formant un sistema limitat d'autogovern indi. L'agent aviat va atreure a 4.200 indis apatxes i yavapais a la reserva semiàrida. L'Exèrcit es va molestar amb les accions de Clum perquè els van impedir retirar part dels fons que passaren per la reserva.
El 21 d'abril de 1877 Clum amb 100 dels seus millors policies apatxes capturà Gerónimo a la Reserva Ojo Caliente al Territori de Nou Mèxic. L'Exèrcit dels Estats Units, que havia muntat un intens esforç per rastrejar i capturar Gerónimo, va ser seriosament avergonyit pel seu èxit i el seu fracàs. Als administradors de l'Oficina d'Afers Indis i als comandants de l'Exèrcit no els agradaven els seus mètodes i contínuament frustraven els seus esforços. Finalment va dimitir. Els nous administradors de la reserva alliberaren Gerónimo, cosa que provocà més de 15 anys de conflicte en tot el sud-oest dels Estats Units.

## Tribus consolidades
En març de 1875 el govern tancà la reserva Camp Verde dels yavapai-apatxe, i obligaren a marxar als residents uns 290 kilòmetres fins a la reserva San Carlos. Més de 100 yavapais van morir durant el viatge d'hivern.
Després que els apatxe chiricahua van ser deportats a l'est de la Florida el 1886, San Carlos va esdevenir reserva per a reubicar diversos altres grups apatxes occidentals. Aquests van incloure els Pinal Coyotero de l'àrea del riu Gila al nord, les antigues bandes apatxe Sat Carlos : aravaipa (també Arivaipa o Tsee Zhinnee), Pinaleño (també Pinal Apache o Tiis Ebah Nnee), Apache Peaks (també Bichi Lehe Nnee), i San Carlos pròpiament (també Tiis Zhaazhe Bikoh - ′poble del petit àlber del canyó′), les antigues bandes Canyon Creek, Carrizo Creek i Cibecue) d'apatxes cibecue, diverses bandes d'apatxe tonto del sud, Tsiltaden (“gent del costat de la muntanya”, un clan o banda d'apatxes chiricahua associats i, per tant, considera que són una part dels Pinaleño) alguns apatxes White Mountain oriental (Dził Ghą́ʼ oder Dzil Ghaa a - ‘Gent de dalt de les muntanyes') i els lipans, Dzil Dlaazhe (Apatxes de Mount Turnbull, una banda mixta Kwevekapaya - apatxe San Carlos). En la dècada del 1900 els yavapais foren allunyats de la reserva San Carlos, i van demanar permís per viure a les terres de l'antiga reserva de Camp Verde.
Després de la Llei de Reorganització Índia de 1934 els diversos grups van formar un govern conjunt i va passar a ser reconegut com la Nació San Carlos. Greenville Goodwin, un antropòleg que havia viscut amb els apatxes occidentals des de finals de 1920, va ajudar a decidir quin govern volien formar sota la nova llei per recuperar més sobirania.
En 2011 començà a posar-se en marxa el San Carlos Apache Tribe’s Language Preservation Program, situat a Peridot (Arizona), destinat als "14.000 membres tribals residents als districtes de Bylas (Eastern White Mountain Apache, San Carlos i Southern Tonto), Gilson Wash, Peridot i Seven Mile Wash (banda Apache Peaks)."